# Тумба (озеро)
Ту́мба — озеро в центральній частині западини Конго в Екваторіальній провінції на північному заході Демократичної Республіки Конго.

## Географія
Площа озера 765 км², глибина від 2 до 6 метрів. За походженням — система затоплених річкових долин в басейні річку Конго, в яку вода стікає через протоку Іребу, або вливається назад в озеро під час повені. Відкрите у 1883 році дослідником Африки Генрі Стенлі. Судноплавне. В озері Тубма водиться 114 видів риб, що дозволяє розвивати рибний промисел.
У болотному лісі, що оточує озеро, мешкає народ монго, який в цій місцевості поділяються на дві касти: ото — займаються сільським господарством, та тва, пігмеї — ловлять рибу.